# Brachidontes playasensis
Brachidontes playasensis is een tweekleppigensoort uit de familie van de Mytilidae. De wetenschappelijke naam van de soort werd voor het eerst geldig gepubliceerd in 1935 door Pilsbry & Olsson.